# Epena saija
L’epena saija (aussi appelé epena pedée, emberá saija ou emberá basurudó) est une langue chocó, du sous-groupe des langues embera du Sud, parlée en Colombie dans les forêts tropicales qui bordent l'Océan Pacifique, dans les départements de Cauca, Nariño et Chocó. En 2010, quelques 546 locuteurs vivent en Équateur.

## Écriture
| a | b | ch | d | e | ë | g | i | ɨ | j | k | kʼ | l | m | n | o | p | pʼ | r | rr | s | t | tʼ | u | w | y |

Le coup de glotte est écrit avec le trait d’union uniquement entre deux voyelles.
| a  | ã | aa | b | ch | d  | e | ẽ  | ee | g | i | ĩ  | ii | ɨ | ɨ̃  | ɨɨ | j | k |
| kh | m | n  | o | õ  | oo | p | ph | r  | s | t | th | u  | ũ | uu | w  | y | ’ |

## Phonologie

### Voyelles
|         | Antérieure | Centrale  | Postérieure |
| ------- | ---------- | --------- | ----------- |
| Fermée  | ‹ i › [i]  | ‹ ɨ › [ɨ] | ‹ u › [ʊ]   |
| Moyenne | ‹ e › [e]  | ‹ ë › [ə] | ‹ o › [o]   |

### Consonnes
|              |              | Bilabiales  | Dentales             | Dorsales    | Dorsales    | Glottales |
| ------------ | ------------ | ----------- | -------------------- | ----------- | ----------- | --------- |
| Palatales    | Vélaires     | Bilabiales  | Dentales             |             |             | Glottales |
| Occlusives   | Sourde       | ‹ p › [p]   | ‹ t › [t]            |             | ‹ k › [k]   | ‹ - › [ʔ] |
| Occlusives   | Aspirée      | ‹ pʼ › [pʰ] | ‹ tʼ › [tʰ]          |             | ‹ kʼ › [kʰ] |           |
| Occlusives   | Sonore       | ‹ b › [b]   | ‹ d › [d]            |             | ‹ g › [g]   |           |
| Fricative    | Fricative    |             | ‹ s › [s]            |             |             | ‹ h › [h] |
| Affriquée    | Affriquée    |             |                      | ‹ ch › [t͡ʃ] |             |           |
| Nasale       | Nasale       | ‹ m › [m]   | ‹ n › [n]            |             |             |           |
| liquide      | liquide      |             | ‹ rr › [r] ‹ r › [ɾ] |             |             |           |
| Semi-voyelle | Semi-voyelle | ‹ w › [w]   |                      |             | ‹ y › [j]   |           |